# Biisk
Biisk (ru. Бийск) este un oraș din Regiunea Altai, Federația Rusă și are o populație de 180.851 locuitori.
1. ↑  „rosstat2024”.